# Wieringermeer
Wieringermeer (uitspraakⓘ) is een polder en voormalige gemeente in de kop van de Nederlandse provincie Noord-Holland. De gemeente telde 12.570 inwoners (1 april 2011, bron: CBS) en had een oppervlakte van 309,37 km² (waarvan 102,70 km² water). Het voormalige eiland Wieringen maakte geen deel uit van de gemeente. Wieringermeer was de dunstbevolkte gemeente op het Nederlandse vasteland.
De gemeente Wieringermeer is op 1 januari 2012 met de gemeenten Anna Paulowna, Niedorp en Wieringen gefuseerd tot de gemeente Hollands Kroon.

## Plaatsen binnen de polder
- Kreileroord
- Slootdorp
- Middenmeer
- Wieringerwerf

## Geschiedenis
Het gebied was rond het jaar 1000 nog gewoon land, en had zelfs een grotere oppervlakte dan de huidige polder. Niet geheel duidelijk is of het behoorde bij de gouw Texla, of dat Wiron een afzonderlijke gouw was. Door de stormen van onder andere de 12e eeuw was het gebied onder water gelopen en onderdeel van de zee geworden. De stroomgeulen van het Ulkediep en Amsteldiep liepen door het gebied.

### Droogmaking
Deze stroomgeulen werden in 1924 afgesloten met een dijk die het eiland Wieringen verbond met het vasteland. Met de aanleg van de Wieringermeerpolder werd in 1927 begonnen. Bij het droogmaken werd gebruikgemaakt van gemaal Lely, een elektrisch gemaal, nabij Medemblik. De start van de bouwwerkzaamheden voor dit gemaal was in februari 1928. Ten zuiden van Den Oever op Wieringen werd gemaal Leemans gebouwd, een dieselgemaal met een tweetal pompen met een debiet van 250 kubieke meter per minuut. Gemaal Lely had drie pompen van elk 400 kubieke meter per minuut. Op 10 februari 1930 werden de pompen in gebruik gesteld.
Volgens het oorspronkelijke plan zou de polder pas worden aangelegd als de Afsluitdijk zou zijn voltooid. Maar omdat Nederland grote behoefte had aan landbouwgrond werd de aanleg versneld. De dijk moest nu in de Zuiderzee worden aangelegd, en moest daarom ook zwaarder worden uitgevoerd. De polder was feitelijk geen IJsselmeerpolder, maar een Zuiderzeepolder (de zogenaamde Noordwestpolder). Op 21 augustus 1930 viel de polder droog. Vanaf 1934 werd het nieuwe land in cultuur genomen. De uitgifte van land gebeurde hierbij voor het eerst via de overheid. Deze wilde de problemen zoals ontstaan in de eerste jaren na de drooglegging van de Haarlemmermeer voorkomen (vooral particulier initiatief, waarbij veel armoede bestond en zelfs malaria uitbrak). De kavelgroottes voor nieuwe boeren werden door de machtige Directie Wieringermeer van de Dienst Zuiderzeewerken bepaald op 20 hectare en uitgegeven middels een pachtsysteem. Zo werd hier in hetzelfde jaar onder meer land gevonden voor het Joodse Werkdorp Nieuwesluis waarvan Abel Herzberg later directeur was.
De dorpen werden evenals de boerderijen planeconomisch aangelegd. "Men legde eerst de kleinere plaatsen aan, waarbij de gedachte gold dat deze niet te groot mochten worden, omdat in grote dorpen de arbeiders te veel macht zouden kunnen krijgen en het daardoor broeinesten van opstandige activiteiten konden worden."
Voor het besturen van het gebied werd in januari 1938 het Openbaar Lichaam De Wieringermeer ingesteld.
Op 1 januari 1941 werd Wieringermeer een zelfstandige gemeente. Op 15 augustus 1941 trad Gerrit G. Loggers, voordien burgemeester in Barsingerhorn, in functie als burgemeester.
In 1956 werd de kern Kreileroord aangelegd.

### Moedwillige onderwaterzetting
Aan het eind van de Tweede Wereldoorlog werd de polder door de Duitsers onder water gezet. Aangezien het front toen meer dan 100 kilometer in zuidelijke richting lag, is het militaire motief hiervoor onduidelijk. Er zijn speculaties dat dit onder water zetten diende als drukmiddel om de Duitse troepen in Nederland een vrije aftocht naar Duitsland te geven. Dat gebeurde na de bevrijding inderdaad, in afwijking van de Geallieerde praktijk in andere bevrijde West-Europese landen: daar gingen de Duitse troepen in krijgsgevangenschap. Mocht deze speculatie juist zijn, dan is de afspraak hiertoe hoogstwaarschijnlijk nooit op papier vastgelegd en dus niet meer te bewijzen.
Een andere gangbare veronderstelling: de Duitse bezetter vreesde voor een geallieerde luchtlanding in de Wieringermeerpolder, teneinde de zuidwestelijke oprit van de Afsluitdijk te veroveren.
Op 17 april 1945 bliezen zij de dijk op twee plaatsen op, waarna de polder binnen twee etmalen onder water liep. Alle gewassen en vrijwel alle bebouwing ging verloren. Na de oorlog werden de gaten gedicht en op 11 december 1945 viel de polder weer droog. Het raadhuis van de gemeente was verzwolgen door het water en er werd in Lutjekolhorn een tijdelijk raadhuis gebouwd. Dit werd de Arke Noach genoemd, omdat dit bijna het enige plekje was waar men droog bleef.
Verwoest werden 400 boerderijen, 1000 woningen, 7 scholen, 2 kerken en vele pakhuizen/schuren. Beschadigd (licht of zwaar): 150 woningen, 100 boerderijen, 7 kerken. Verloren gegaan: 20.000 ha te velde staande oogst, landbouwwerktuigen en huisraad.

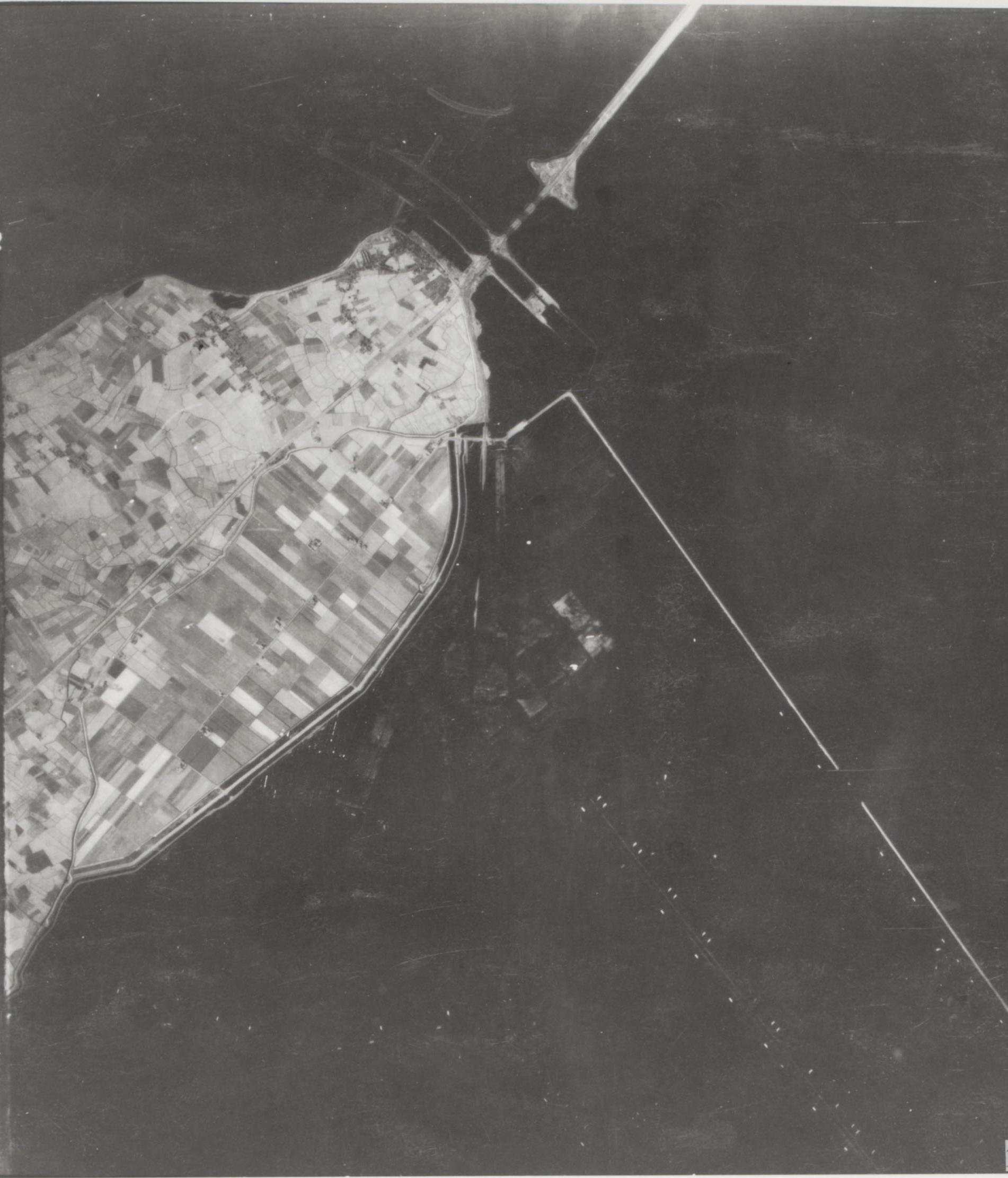
Luchtopname van de Wieringermeer onder water
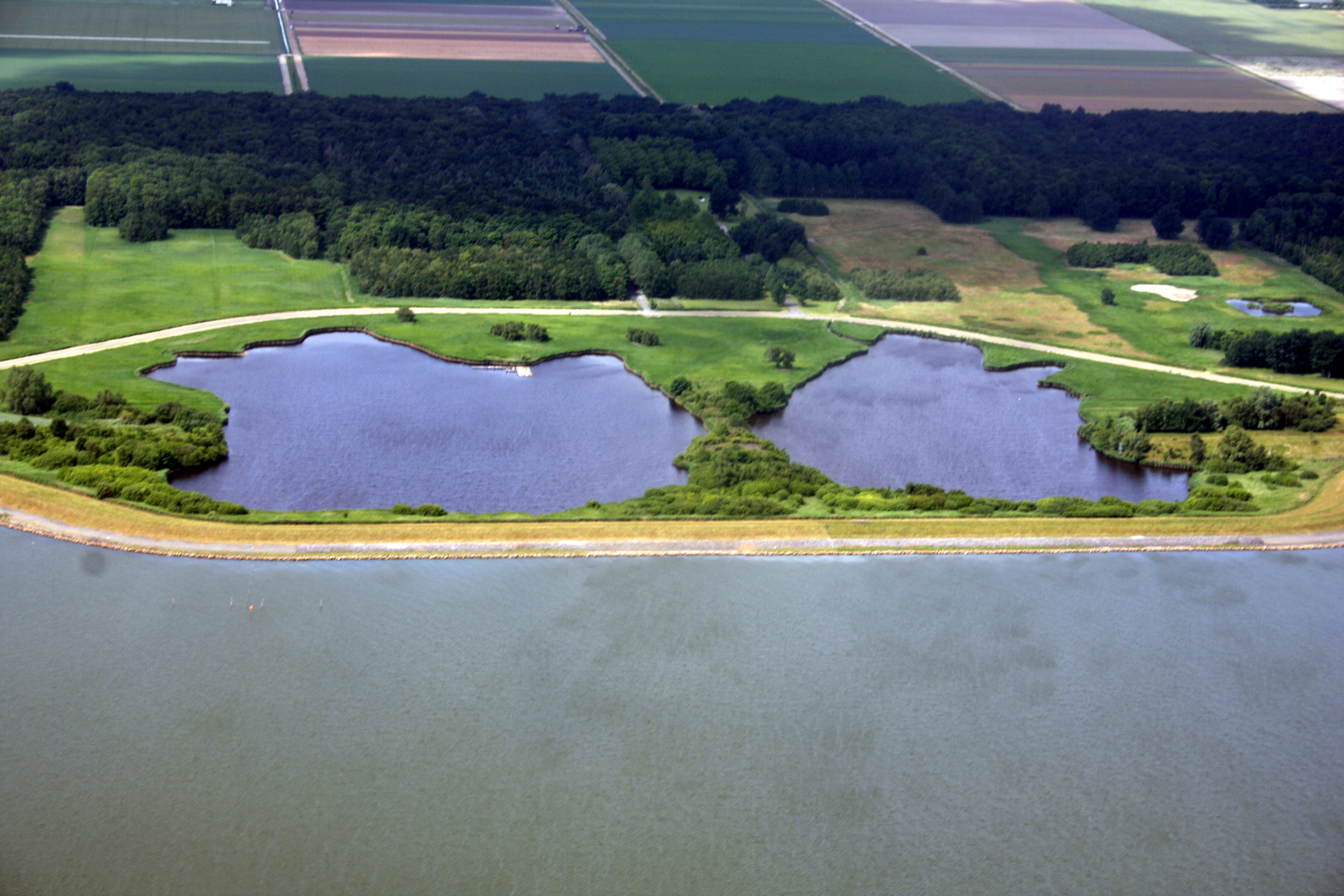
Plaats waar de dijk opgeblazen werd
- Journaalbeelden uit juni 1945 van het ondergelopen land
- Bioscoopjournaal uit december 1945. Nu de Wieringermeer weer droog is, wordt pas goed duidelijk welke schade het water heeft aangericht: dorpen zijn totaal vernield. Moderne boerderijen zijn veranderd in een bouwval.
- Bioscoopjournaal uit 1946. In de Wieringermeerpolder zijn nog niet voldoende schuren aanwezig om de graanoogst in zijn geheel te kunnen bergen. Daarom moet het graan, bij droog weer, na het oogsten, ter plekke meteen op het land gedorst worden.

#### Duitse motieven
- Angst voor luchtlandingen door de Geallieerden (op 7 april waren 700 Franse para's geland in Drenthe);
- De Geallieerden (met name de Canadezen) komen steeds dichter bij de vesting Holland; de overschrijding van de IJssel bij Brummen (tussen Zutphen en Arnhem) was mogelijk de aanleiding;
- De angst van Seyss-Inquart (de hoogste Duitse baas in Nederland) voor een afwijzende reactie van de Geallieerden in de onderhandelingen en voor muiterij van de Duitse manschappen wegens voedselgebrek;
- Een vorm van chantage van Seyss-Inquart om bij de onderhandelingen zijn zin te krijgen;
- De twee vertrouwensmannen die, met instemming van Seyss-Inquart, de zaak in Londen bespreken, komen later dan afgesproken terug.[6]

## Economie
Wieringermeer kent voornamelijk akkerbouw (aardappelen, graan, en suikerbieten), tuinbouw, en veeteelt. Verder is er enige lichte industrie.

## Voormalige gemeente

### Gemeenteraad

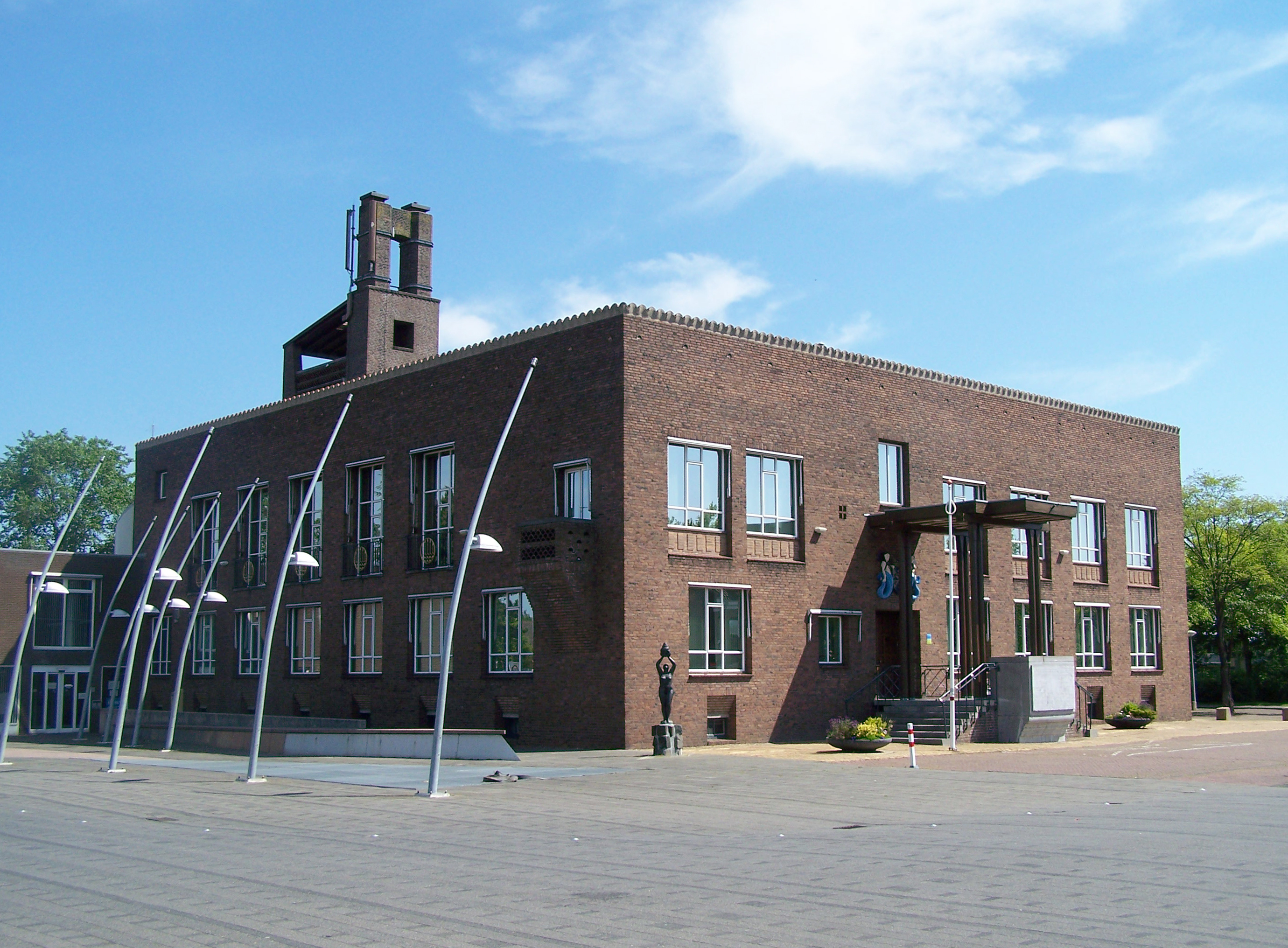
Voormalig gemeentehuis aan het Logersplein in Wieringerwerf
(1955 Berghoef & Klarenbeek).

De gemeenteraad van Wieringermeer bestond uit 15 zetels. Hieronder staat de samenstelling van de gemeenteraad sinds 1994:
| CDA                             | 5  | 5  | 4  | 4  | 3  |
| VVD                             | 3  | 3  | 4  | 2  | 3  |
| PvdA                            | 2  | 3  | 2  | 3  | 2  |
| Gemeente Belangen Wieringermeer | 3  | 3  | 2  | 2  | 2  |
| Progressief Wieringermeer       | 2  | 1  | 2  | 2  | 2  |
| ChristenUnie                    | -  | -  | 1  | 1  | 1  |
| Onafhankelijk Wieringermeer     | -  | -  | -  | 1  | 2  |
| Totaal                          | 15 | 15 | 15 | 15 | 15 |

### College van B&W
Het laatste college van burgemeester en wethouders van Wieringermeer bestond uit:
- Burgemeester: P.F. Leegwater
- Wethouders:
  - P.J.F. Ruijter (CDA)
  - J.H. van den Bos (GemeenteBelangen Wieringermeer)
  - J.P. de Groot (ChristenUnie)
- Gemeentesecretaris J.G. de Jager

## Geboren in Wieringermeer
- Pieter Baas (1944-2024), botanicus en hoogleraar

## Zie ook

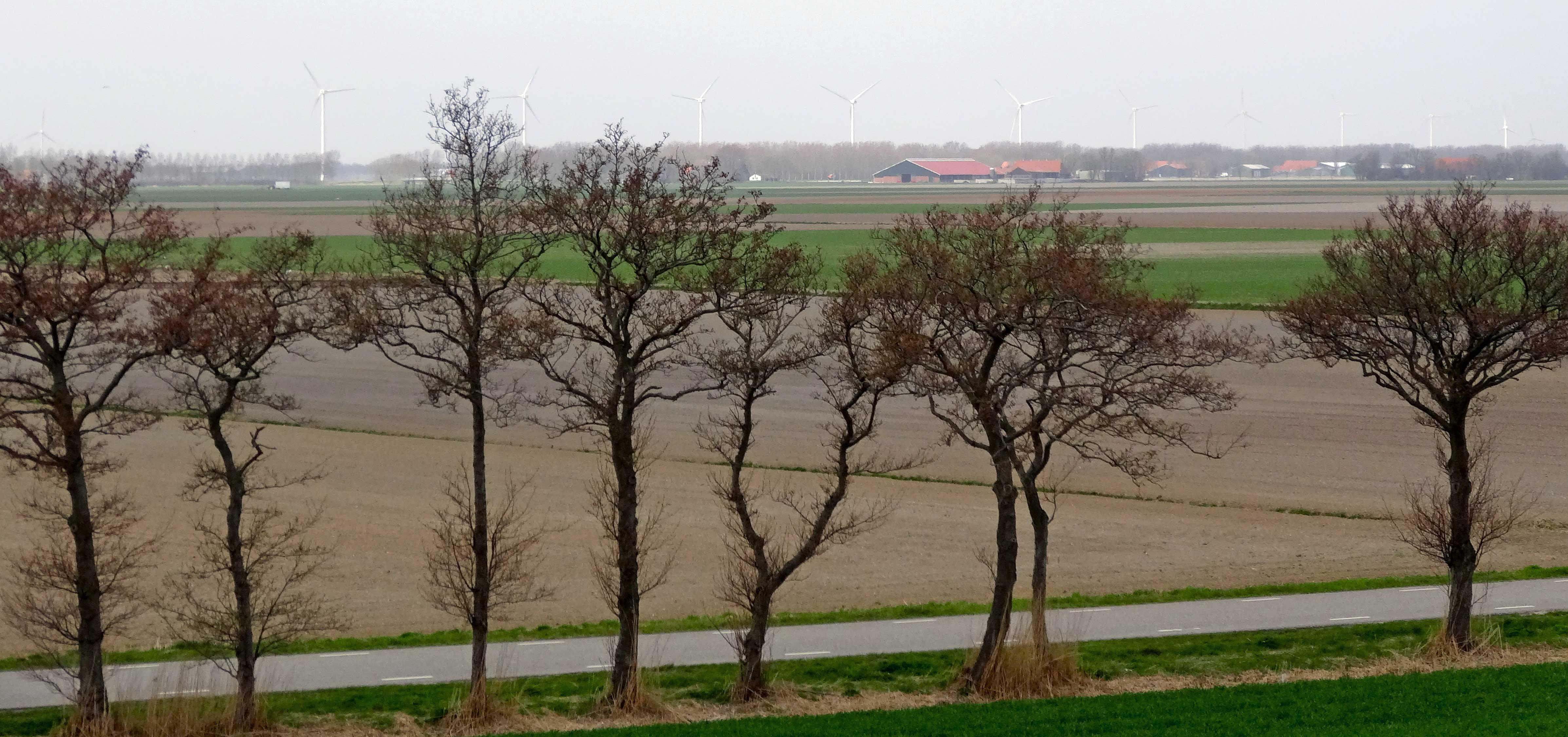
Zicht op de Wieringermeer vanaf de Wieringermeerdijk